# Боевой железнодорожный ракетный комплекс

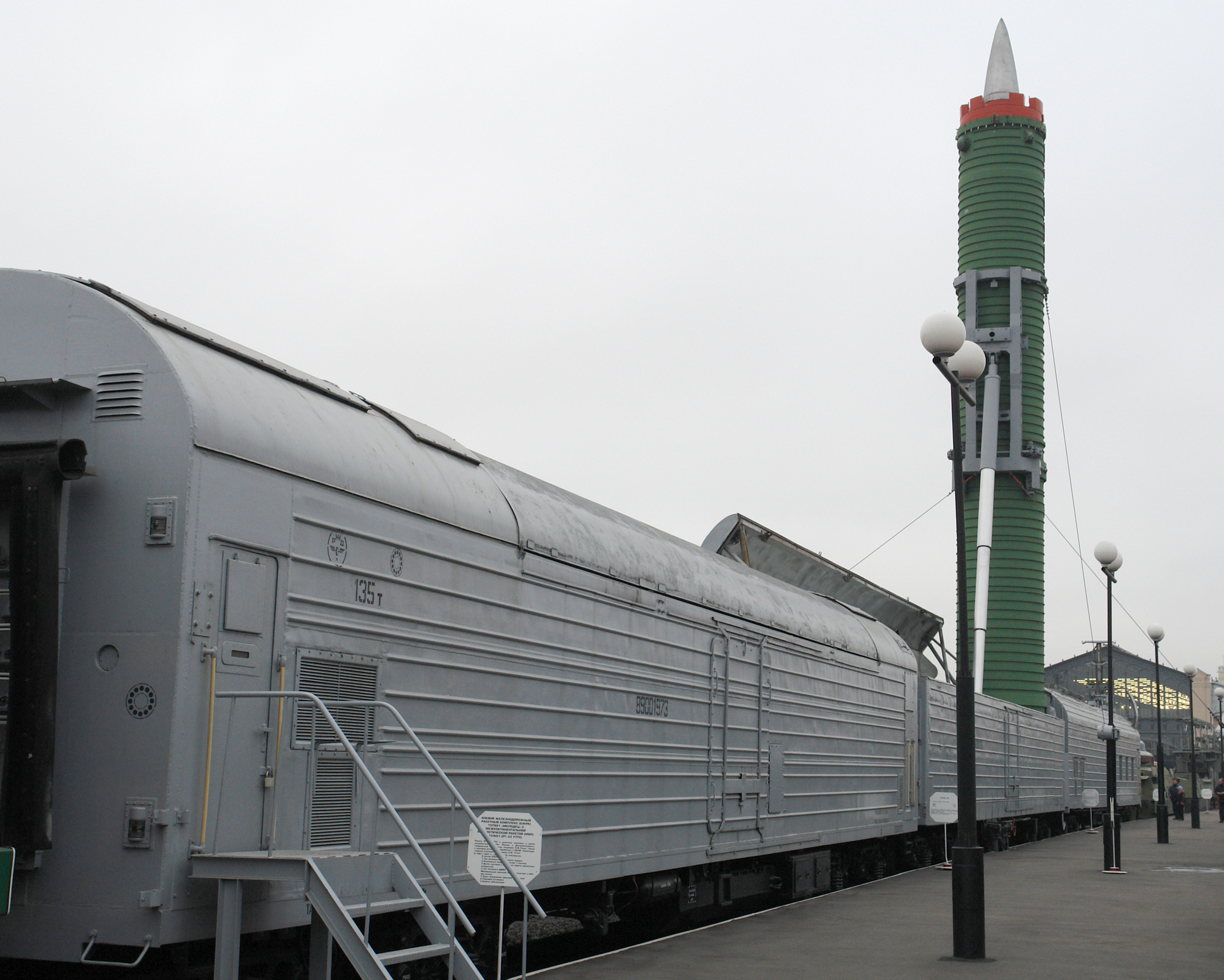
БЖРК в экспозиции музея Октябрьской железной дороги на бывшем Варшавском вокзале в Санкт-Петербурге

Боевой железнодорожный ракетный комплекс (сокращённо БЖРК, поезд-призрак) — тип стратегических ракетных комплексов подвижного железнодорожного базирования. Представляет собой специально сконструированный железнодорожный состав, в вагонах которого размещаются стратегические ракеты (как правило, межконтинентального класса), а также командные пункты, технологические и технические системы, средства охраны, личный состав, обеспечивающий эксплуатацию комплекса и системы его жизнеобеспечения.
Наименование «Боевой железнодорожный ракетный комплекс» используется также как имя собственное для советского ракетного комплекса 15П961 «Мо́лодец» (РТ-23 УТТХ). 15П961 «Молодец» стоял на боевом дежурстве в РВСН Вооружённых сил СССР и России в период с 1987 по 1994 год в количестве 12 единиц. Затем (к 2007 году) все комплексы были демонтированы и уничтожены, за исключением двух, переданных в музеи.
На железных дорогах СССР и России имел условное обозначение «поезд номер ноль».
Первые проработки по использованию железнодорожного состава в качестве носителя стратегических ракет появились в 1960-х годах. Работы по этому направлению велись и в СССР, и в США.

## История

### В США
Впервые идея о железнодорожном базировании баллистических ракет была подробно рассмотрена в США в начале 1960-х. Появление твердотопливной МБР «Минитмен», не нуждавшейся в предстартовой заправке, устойчивой (в отличие от ранних жидкотопливных ракет) к вибрации и тряске в движении, впервые сделало возможным запуски межконтинентальных баллистических ракет с перемещающейся платформы. Предполагалось, что поезда с ракетами будут регулярно передислоцироваться между предварительно просчитанными позициями — так как МБР того времени нуждались в точном определении координат места старта для работы своей инерциальной системы навигации — и, таким образом, будут практически неуязвимы для советского ракетного нападения.
Летом 1960 года в рамках теоретической проработки была проведена операция «Большая звезда» (англ. Big Star), в рамках которой прототипы будущих железнодорожных пусковых комплексов перемещались по железным дорогам США. Целью учений была проверка мобильности комплексов, возможности их рассредоточения по использующимся железным дорогам. По результатам операции в 1961 был подготовлен проект и создан прототип железнодорожного состава, способного нести пять ракет «Минитмен» на специально усиленных платформах.
Предполагалось, что первые мобильные «Минитмены» поступят на вооружение летом 1962 года. ВВС США рассчитывали развернуть 30 поездов, несущих, общим счётом, 150 ракет. Однако, стоимость проекта была сочтена слишком высокой. Шахтные пусковые комплексы для «Минитменов» были сочтены более эффективным решением — дешёвым (в сравнении с шахтными установками предшествующих жидкостных МБР «Атлас» и «Титан») и защищённым от существующих советских МБР, имевших в то время крайне низкую точность. Летом 1961 проект был закрыт; созданные прототипы пусковых поездов использовались в качестве транспортёров для доставки «Минитменов» с заводов к базам шахтного развёртывания.

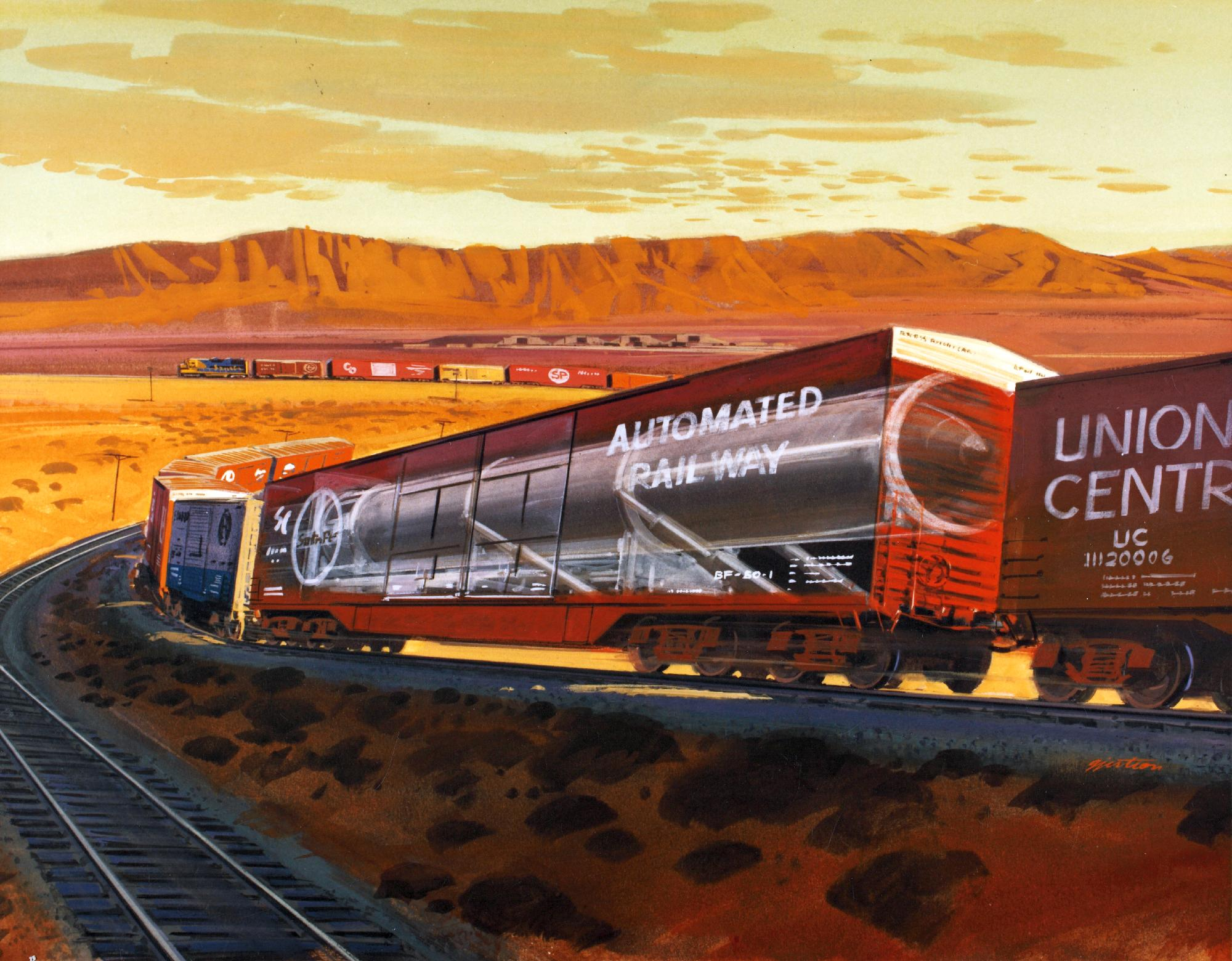
Состав с ракетой MX в пусковом контейнере

В 1986 году идея железнодорожного развёртывания была принята для новой американской тяжёлой МБР LGM-118A «Peacekeeper». При создании этой тяжёлой МБР большое внимание уделялось именно её способности пережить внезапное советское ракетное нападение, направленное против ядерных сил ВС США. Было рассмотрено множество различных предложений по базированию MX, но в конечном итоге было решено развернуть 50 ракет MX в обычных шахтах от МБР «Минитмен», а ещё 50 — на специальных железнодорожных составах.
Каждый такой состав — обозначенный как «железнодорожный гарнизон с ракетами „Миротворец“» (англ.  «Peacekeeper» Rail Garrison) — должен был бы нести две тяжёлые МБР с 10 боевыми блоками индивидуального наведения каждый. Таким образом, предполагалось развернуть 25 составов, которые, будучи рассредоточенными по всей длине дорог железнодорожной сети США и постоянно меняя позицию, были бы практически неуязвимы для советского нападения
В 1990 году прототипный поезд прошёл испытания, но к этому времени Холодная война уже завершилась, и в 1991 году вся программа была отменена. Опытный вагон был передан в Национальный музей ВВС США (база Райт-Паттерсон, Огайо), где и находится до сих пор. 

В настоящее время ВВС ВС США не планирует разработки новых подобных железнодорожных комплексов или новых тяжёлых МБР.

### В СССР/России
Приказ «О создании подвижного боевого железнодорожного ракетного комплекса (БЖРК) с ракетой РТ-23» был подписан 13 января 1969 года. Головным разработчиком было назначено конструкторское бюро «Южное». Главными конструкторами БЖРК стали академики братья Владимир и Алексей Уткины. В. Ф. Уткин, специалист по твердотопливной тематике, проектировал ракету-носитель. А. Ф. Уткин проектировал стартовый комплекс, а также вагоны для поезда-ракетоносца. По замыслу разработчиков, БЖРК должен был составлять основу группировки ответного удара, поскольку обладал повышенной живучестью и с большой вероятностью мог уцелеть после нанесения противником первого удара. Единственное в СССР место производства ракет для БЖРК — Павлоградский механический завод (ПО «Южмаш»).

Задача, которую поставило перед нами советское правительство, поражала своей грандиозностью. В отечественной и мировой практике никто никогда не сталкивался с таким количеством проблем. Мы должны были разместить межконтинентальную баллистическую ракету в железнодорожном вагоне, а ведь ракета с пусковой установкой весит более 150 тонн. Как это сделать? Ведь железнодорожный состав с таким огромным грузом должен ходить по общегосударственным путям Министерства путей сообщения. Как вообще перевозить стратегическую ракету с ядерной боеголовкой, как обеспечить абсолютную безопасность в пути, ведь нам была задана расчётная скорость состава до 120 км/ч. Выдержат ли мосты, не разрушится ли полотно, да и сам старт, как передать нагрузку на железнодорожное полотно при старте ракеты, устоит ли поезд на рельсах во время старта, как максимально быстро после остановки поезда поднять ракету в вертикальное положение?— В. Ф. Уткин, генеральный конструктор КБ «Южное»
Лётные испытания ракет 15Ж61 комплекса РТ-23 УТТХ производились в 1985—1987 гг. на космодроме «Плесецк» (НИИП-53), всего было произведено 32 пуска. Было осуществлено 18 выходов БЖРК по железным дорогам страны (пройдено более 400 тыс. километров). Испытания проводились в различных климатических зонах страны (от тундры до пустынь).
Каждый состав БЖРК принимал ракетный полк. В поезде, заступившем на боевое дежурство, находилось более 70 военнослужащих, включая несколько десятков офицеров. В кабинах локомотивов, на местах машинистов и их помощников находились только военные — офицеры и прапорщики.
Принятие на вооружение
Первый ракетный полк с РТ-23УТТХ встал на боевое дежурство в октябре 1987 года, а к середине 1988 года было развёрнуто пять полков (4 в районе Костромы и 1 в Пермской области, всего 15 пусковых установок). Составы дислоцировались на расстоянии около четырёх километров друг от друга в стационарных сооружениях, а при заступлении на боевое дежурство рассредотачивались.
К 1991 году развёрнуто три ракетные дивизии, вооружённых БЖРК с МБР РТ-23УТТХ:
- 10-я гвардейская ракетная дивизия в Костромской области;
- 52-я ракетная дивизия, дислоцировавшаяся в ЗАТО Звёздный (Пермский край);
- 36-я ракетная дивизия, ЗАТО Кедровый (Красноярский край).

В каждой из дивизий имелось управление и по четыре ракетных полка (всего в дивизии 4 состава БЖРК, по три пусковых установки в каждом). В радиусе 1500 км от мест базирования БЖРК были проведены совместные с Министерством путей сообщения мероприятия по замене изношенного железнодорожного полотна: уложены более тяжёлые рельсы, деревянные шпалы заменены на железобетонные, выполнено укрепление насыпей более плотной щебёнкой.
С 1991 года, после встречи лидеров СССР (Горбачёв) и Великобритании (Тэтчер), были введены ограничения на маршруты патрулирования БЖРК, они несли боевое дежурство в пункте постоянной дислокации, без выезда на железнодорожную сеть страны. 
Согласно договору СНВ-2 (1993 год), Россия должна была снять с вооружения все ракеты РТ-23УТТХ до 2003 года. На время снятия с вооружения у России имелось три рд (Кострома, Пермь и Красноярск), всего 12 поездов с 36 пусковыми установками. Для утилизации «ракетных поездов» на Брянском ремонтном заводе РВСН была смонтирована специальная «разделочная» линия. Несмотря на выход России из договора СНВ-2 в 2002 году, на протяжении 2003—2007 годов были утилизированы (уничтожены) все поезда и пусковые установки, кроме двух демилитаризованных и установленных в качестве экспонатов в музее железнодорожной техники на Балтийском вокзале Санкт-Петербурга и в Техническом музее АвтоВАЗа.
В начале мая 2005 года, как официально объявил командующий РВСH генерал-полковник Hиколай Соловцов, БЖРК снят с боевого дежурства в РВСН. Командующий сообщил, что взамен БЖРК с 2006 года в войска начнёт поступать грунтовый подвижный ракетный комплекс «Тополь-М».
Воссоздание
5 сентября 2009 года заместитель командующего РВСН генерал-лейтенант Владимир Гагарин заявил, что РВСН не исключают возможности возобновления использования боевых железнодорожных ракетных комплексов.  
 
В декабре 2011 года командующий РВСН генерал-лейтенант Сергей Каракаев заявил о возможном возрождении в российской армии комплексов БЖРК.
23 апреля 2013 года заместитель министра обороны Ю. Борисов заявил о возобновлении Московским институтом теплотехники опытно-конструкторских работ по созданию железнодорожных ракетных комплексов нового поколения.
В декабре 2013 года в прессе появилась информация о возрождении в России комплексов БЖРК на новой технологической основе в качестве ответной меры на программу «Мгновенного глобального удара США» — МИТ в начале 2014 года завершит работу над эскизным проектом БЖРК. Новый комплекс БЖРК, оснащённый МБР с разделяющейся головной частью, созданной на базе «Ярса», будет замаскирован под стандартный вагон-рефрижератор, длина которого составляет 24 метра при длине ракеты 22,5 метра..
Новая модель БЖРК получила название «Баргузин».
12 мая 2016 года, было объявлено о начале создания отдельных элементов БЖРК «Баргузин».
2 декабря 2017 года было объявлено о прекращении работ над проектом.

### В Китае
В 2015 г. Китай протестировал запуск ракеты DF-41 из транспортно-пускового контейнера на железнодорожной платформе. 

### В КНДР
Боевые железнодорожные ракетные комплексы есть у КНДР. 15 сентября 2021 года с них были запущены две баллистические ракеты, которые пролетели около 800 км, достигая максимальной высоты в 60 км. Вероятно, это были модернизированные ракеты KN-23, созданные по типу ракет российского комплекса «Искандер». Для эксплуатации комплексов был сформирован железнодорожный ракетный полк.

## Преимущества и недостатки
Официальными причинами снятия БЖРК с вооружения назывались устаревшая конструкция, высокая стоимость воссоздания производства комплексов в России и предпочтение подвижных установок на базе тягачей. Договор СНВ-2 предусматривал снятие БЖРК с дежурства.
Советский БЖРК типа РТ-23 УТТХ обладал также следующими минусами:
1. Невозможность полной маскировки поезда из-за необычной конфигурации (в частности, трёх тепловозов), которая позволяла определять местонахождение комплекса с помощью современных средств спутниковой разведки. Тем не менее американцы долгое время не могли засечь комплекс спутниками, и бывали случаи, когда даже опытные железнодорожники с 50 метров не различали состав[9].
2. Более низкая защищённость комплекса (в отличие от, например, шахтных пусковых установок), который может быть опрокинут или разрушен ядерным взрывом в окрестностях. Для оценки воздействия воздушной ударной волны ядерного взрыва[25] на вторую половину 1990 года был запланирован[26] крупномасштабный эксперимент «Сдвиг» — имитация близкого ядерного взрыва путём подрыва 1000 тонн тротила[25] (несколько ж/д эшелонов противотанковых мин ТМ-57 (100 тыс. шт.)[27], вывезенных со складов Группы советских войск в Германии, выложенных в виде усечённой пирамиды высотой 20 метров[26]). Опыт «Сдвиг» был проведён на 53 НИИП МО (Плесецк) 27 февраля 1991 года, когда в результате взрыва образовалась воронка диаметром 80 и глубиной 10 м, уровень акустического давления в обитаемых отсеках БЖРК достигал болевого порога — 150 дБ, а пусковая установка БЖРК снялась с готовности, однако, после проведения режимов по приведению в необходимую степень готовности, ПУ смогла провести «сухой пуск» (имитация пуска с использованием электромакета ракеты)[25]. То есть командный пункт, ПУ и аппаратура ракеты остались работоспособны.[26]
3. Для передвижения БЖРК не подходят дороги с деревянными шпалами, что сильно ограничивает районы перемещения комплекса.

Сторонники использования БЖРК, среди которых инженер команды пуска на первых испытаниях БЖРК, начальник группы военных представителей Министерства обороны СССР на ПО «Южмаш» Сергей Ганусов, отмечают уникальные боевые характеристики изделий, которые уверенно преодолевали зоны противоракетной обороны. Платформа разведения, как подтвердили лётные испытания, доставляла боевые блоки цельной или суммарной массой 4 тонны на расстояние 11 000 км. Одного изделия, содержащего 10 боевых блоков мощностью 550 кТ каждый, хватало, чтобы поразить целое европейское государство. В прессе отмечалась также высокая подвижность поездов, способных перемещаться по железнодорожной сети страны (что позволяло оперативно менять дислокацию стартовой позиции свыше 1000 километров в сутки), в отличие от тягачей, действующих в сравнительно небольшом радиусе вокруг базы (десятки км).

## В литературе
- Комплекс описан в фантастическом постапокалипсическом романе В. Березина «Путевые знаки» из серии Вселенная Метро 2033. На Варшавском вокзале главные герои находят законсервированный «Скальпель» и отправляются из Санкт-Петербурга в Москву.
- В романе Д. Корецкого «Атомный поезд» описывается вымышленный современный БЖРК.
- В романе Дэйла Брауна «План атаки» Россия в нарушение договоров о СНВ восстанавливает ракетные поезда, которые становятся для американцев одной из основных целей после удара российской стратегической авиации по США. Утверждается, что СССР располагал 150 БЖРК с тремя ракетами каждый, а также то, что ракета РТ-23 УТТХ представляла собой копию ракет американского БЖРК «Миротворец».